# 브루노 가디올
브루노 가디올 안토니아시(Bruno Gadiol Antoniassi, 1998년 6월 6일 ~ )은 브라질 배우이자 가수이다.

## 영화
- TV 수사 (2013년)
- 더 보이스 브라질 (2016)
- 운동: 차이를 경험하세요 (2017-2018)
- 파이브로서 (2020)
- 동조 (2021)